# Oshin Sahakian
Oshin Sahakian (en persan : اوشین ساهاکیان), né le 21 mars 1986 à Ispahan, en Iran, est un joueur iranien de basket-ball, évoluant au poste d'ailier fort. 

## Carrière
Sahakian participe au championnat d'Asie qui se déroule à Manille en août 2013. L'Iran remporte la compétition et Sahakian est sélectionné dans l'équipe-type de la compétition avec son compatriote Hamed Haddadi, le Philippin Jayson William, le Sud-Coréen Kim Min-goo et le Taïwanais Chih-Chieh Lin.

## Palmarès
- Champion d'Asie 2007, 2009, 2013.